# Noel Barrionuevo
María Noel Barrionuevo (Florida, 16 de mayo de 1984) es una exjugadora argentina de hockey sobre césped. Formó parte de la Selección nacional. Se desempeñó en la posición de defensa, siendo también una de las habituales arrastradoras de córneres cortos. 
Luego de 15 años en la Selección, el 17 de noviembre de 2021, Noel anunció su retiro.

## Trayectoria
Comenzó a practicar hockey sobre césped a los 4 años de edad en el club Banade. Posteriormente pasó por Universidad de Belgrano hasta llegar al Club Ciudad de Buenos Aires. Con ese equipo competiría en el Torneo Metropolitano Femenino y la Liga Nacional de Hockey hasta 2018, uniéndose al año siguiente a Newman, donde se retiró en 2021.

## Palmarés

### Selección nacional
- 2006

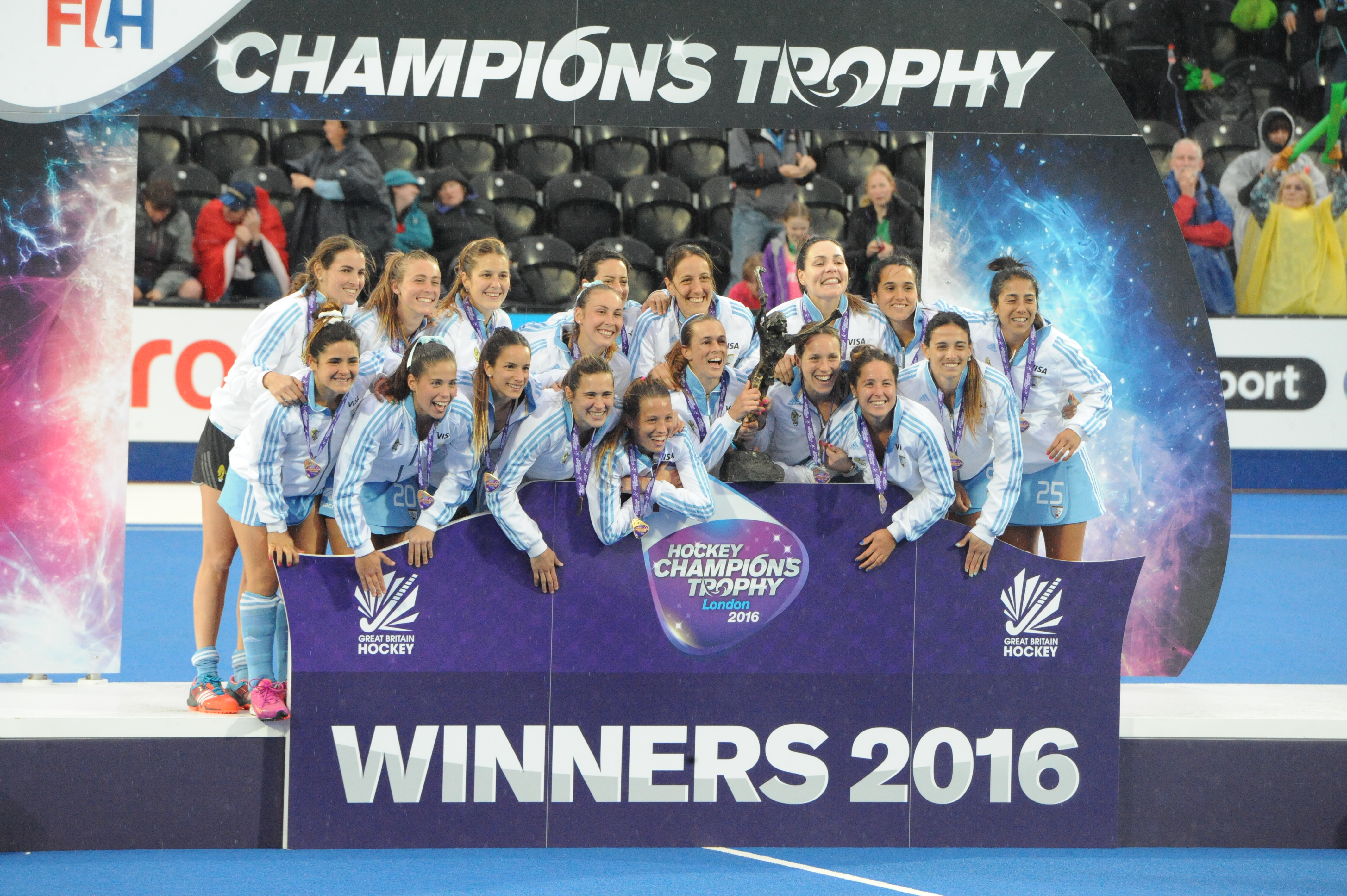
Festejos de la obtención del Champions Trophy 2016.

  - Medalla de oro en los Juegos Suramericanos (Buenos Aires, Argentina)
  - Medalla de plata en el Champions Trophy (Quilmes, Argentina)[5]
  - Medalla de oro en los Juegos Panamericanos (Río de Janeiro, Brasil)
- 2008
  - Medalla de oro en el Champions Trophy (Mönchengladbach, Alemania)[6]
  - Medalla de bronce en los Juegos Olímpicos (Pekín, China)[7]
- 2009
  - Medalla de oro en la Copa Panamericana (Hamilton, Bermudas)
  - Medalla de oro en el Champions Trophy (Sídney, Australia)
- 2010
  - Medalla de oro en el Champions Trophy (Nottingham, Inglaterra)
  - Medalla de oro en el Campeonato Mundial (Rosario, Argentina)
- 2011
  - Medalla de plata en el Champions Trophy (Ámsterdam, Países Bajos)
  - Medalla de plata en los Juegos Panamericanos (Guadalajara, México)
- 2012
  - Medalla de oro en el Champions Trophy (Rosario, Argentina)
  - Medalla de plata en los Juegos Olímpicos (Londres, Inglaterra)
- 2013
  - Medalla de oro en la Copa Panamericana (Mendoza, Argentina)
- 2014
  - Medalla de bronce en el Campeonato Mundial (La Haya, Países Bajos)
  - Medalla de oro en el Champions Trophy (Mendoza, Argentina)
  - Medalla de oro en los Juegos Suramericanos (Santiago, Chile)
- 2015
  - Medalla de plata en los Juegos Panamericanos (Toronto, Canadá)
  - Medalla de oro en la Liga Mundial (Rosario, Argentina)[8]
  - Medalla de oro en el Champions Trophy (Londres, Inglaterra)[9]
- 2017
  - Medalla de oro en la Copa Panamericana (Lancaster, Estados Unidos)[10]
- 2019
  - Medalla de oro en los Juegos Panamericanos (Lima, Perú)[11]
- 2021
  - Medalla de plata en los Juegos Olímpicos (Tokio, Japón)[12]

### Clubes
- 2004 - Campeona del Torneo Metropolitano Femenino ( Club Ciudad de Buenos Aires)
- 2007 - Campeona de la Liga Nacional de Hockey ( Club Ciudad de Buenos Aires)
- 2014 - Campeona del Torneo Metropolitano Femenino ( Club Ciudad de Buenos Aires)

## Premios y distinciones
- Goleadora del Champions Trophy 2007
- Goleadora de la Copa Panamericana 2009
- Integrante del Equipo de las Estrellas 2009 de la Federación Internacional de Hockey
- Goleadora del Champions Trophy 2010
- Integrante del Equipo de las Estrellas 2010 de la Federación Internacional de Hockey
- Goleadora de los Juegos Panamericanos de 2011
- Integrante del Equipo de las Estrellas 2011 de la Federación Internacional de Hockey
- Premio Jorge Newbery 2012 en Hockey sobre césped[13]

## Vida personal
Fue pareja de Sergio Santos Hernández.
Participó del programa de televisión argentino Bailando en 2023.